# Campeonato Mundial de Atletismo em Pista Coberta de 2018 - 800 m feminino
A prova dos 800 metros feminino do Campeonato Mundial de Atletismo em Pista Coberta de 2018 ocorreu entre os dias 3 e 4 de março na Arena Birmingham, em Birmingham, no Reino Unido.  

## Recordes
Antes desta competição, os recordes mundiais e do campeonato nesta prova eram os seguintes:
|                       | Nome              | Nacionalidade | Tempo     | Local    | Data               |
| --------------------- | ----------------- | ------------- | --------- | -------- | ------------------ |
| Recorde mundial       | Jolanda Čeplak    | Eslovênia     | 1m 55s 82 | Viena    | 3 de março de 2002 |
| Recorde do campeonato | Ludmila Formanová | Chéquia       | 1m 56s 90 | Maebashi | 7 de março de 1999 |

## Medalhistas
| Ouro                     | Prata             | Bronze                      |
| Francine Niyonsaba (BDI) | Ajeé Wilson (USA) | Shelayna Oskan-Clarke (GBR) |

## Cronograma
Todos os horários são locais (UTC+0).
| Data       | Hora  | Evento  |
| ---------- | ----- | ------- |
| 3 de março | 11:50 | Bateria |
| 4 de março | 15:58 | Final   |

## Resultados

### Bateria
Qualificação: 1 atletas de cada bateria  (Q) mais os 3 melhores qualificados (q).  
| Posição | Bateria | Raia | Atleta                | Nacionalidade  | Tempo   | Notas                |
| ------- | ------- | ---- | --------------------- | -------------- | ------- | -------------------- |
| 1       | 3       | 2    | Francine Niyonsaba    | Burundi        | 2:00.99 | Q,                   |
| 2       | 2       | 5    | Shelayna Oskan-Clarke | Grã-Bretanha   | 2:01.76 | Q                    |
| 3       | 2       | 4    | Selina Büchel         | Suíça          | 2:01.84 | q                    |
| 4       | 1       | 3    | Ajeé Wilson           | Estados Unidos | 2:01.90 | Q                    |
| 5       | 2       | 6    | Raevyn Rogers         | Estados Unidos | 2:02.17 | q                    |
| 6       | 1       | 6    | Habitam Alemu         | Etiópia        | 2:02.18 | q                    |
| 7       | 1       | 5    | Angelika Cichocka     | Polónia        | 2:02.25 |                      |
| 8       | 3       | 6    | Natoya Goule          | Jamaica        | 2:02.49 |                      |
| 9       | 3       | 3    | Mhairi Hendry         | Grã-Bretanha   | 2:02.65 |                      |
| 10      | 1       | 4    | Līga Velvere          | Letônia        | 2:02.98 |                      |
| 11      | 3       | 4    | Olha Lyakhova         | Ucrânia        | 2:03.81 |                      |
| 12      | 2       | 3    | Jenna Westaway        | Canadá         | 2:03.91 |                      |
| 13      | 1       | 2    | Esther Guerrero       | Espanha        | 2:04.06 |                      |
| 14      | 2       | 2    | Winny Chebet          | Quênia         | 2:18.31 | Recorde da temporada |
| 15      | 3       | 5    | Margaret Wambui       | Quênia         | DSQ     | 163.3(a)             |

### Final

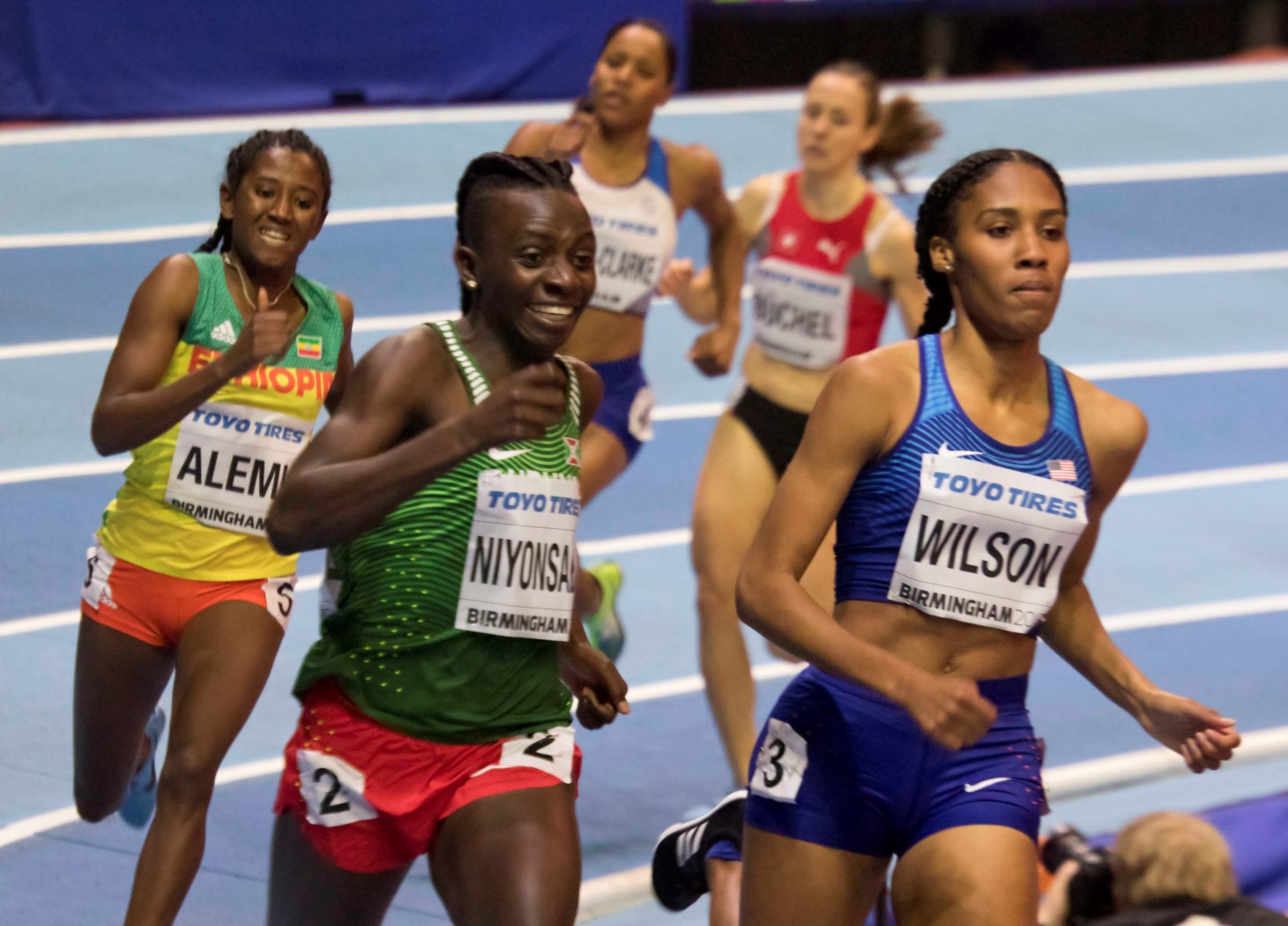
A final em curso

A final ocorreu dia 4 de março às 15:58 
| Posição           | Raia | Atleta                | Nacionalidade  | Tempo   | Notas               |
| ----------------- | ---- | --------------------- | -------------- | ------- | ------------------- |
| Medalha de ouro   | 2    | Francine Niyonsaba    | Burundi        | 1:58.31 | Melhor marca do ano |
| Medalha de prata  | 3    | Ajeé Wilson           | Estados Unidos | 1:58.99 | Recorde pessoal     |
| Medalha de bronze | 4    | Shelayna Oskan-Clarke | Grã-Bretanha   | 1:59.81 | Recorde pessoal     |
| 4                 | 5    | Habitam Alemu         | Etiópia        | 2:01.10 |                     |
| 5                 | 6    | Raevyn Rogers         | Estados Unidos | 2:01.44 |                     |
| 6                 | 1    | Selina Büchel         | Suíça          | 2:03.01 |                     |

Legenda
| Recorde mundial       | Recorde mundial (World record)               |                       | Recorde africano                      | Recorde africano (African) |                                           | Q | Classificado por posição (Qualified) |
| Recorde do campeonato | Recorde do campeonato (Championship record)  | Recorde da América    | Recorde da América (Americas)         | q                          | Classificado por melhor tempo (Qualified) |   |                                      |
| Melhor marca do ano   | Melhor marca do ano (World leading)          | Recorde asiático      | Recorde asiático (Asian)              | DNS                        | Não largou (Did not start)                |   |                                      |
| Recorde nacional      | Recorde nacional (National record)           | Recorde europeu       | Recorde europeu (European)            | DNF                        | Não terminou (Did not finish)             |   |                                      |
| Recorde pessoal       | Recorde pessoal do atleta (Personal best)    | Recorde da Oceania    | Recorde da Oceania (Oceania)          | DSQ / DQ                   | Desclassificado (Disqualified)            |   |                                      |
| Recorde da temporada  | Recorde da temporada do atleta (Season best) | Recorde sul-americano | Recorde sul-americano (South America) | NM                         | Sem marca (No mark)                       |   |                                      |